# Victorian Football Association 1882
Victorian Football Association 1882 var den sjette sæson i australsk fodbold-ligaen Victorian Football Association, og ligaen havde deltagelse af syv hold.
Ved sæsonens afslutning publicerede ligaen en liste over sæsonens fire bedste hold:
1. Geelong Football Club
2. Essendon Football Club
3. South Melbourne Football Club
4. Carlton Football Club

Geelong Football Club vandt mesterskabet for fjerde gang – de tre første gange var i 1878, 1879 og 1880.